# Semens
Semens (graphie identique en gascon) est une commune du Sud-Ouest de la France, située dans le département de la Gironde (région Nouvelle-Aquitaine).
Ses habitants sont appelés les Semensois.

## Géographie

### Localisation
La commune se trouve dans l'Entre-deux-Mers, à 42 km au sud-est de Bordeaux, chef-lieu du département, à 9 km au nord de Langon, chef-lieu d'arrondissement et à 6,5 km au nord de Saint-Macaire, ancien chef-lieu de canton.

### Communes limitrophes
Les communes limitrophes sont Saint-Germain-de-Grave à l'est, Saint-André-du-Bois au sud-est sur 2 à 300 mètres, Saint-Maixant au sud-sud-est sur moins de 100 mètres, Verdelais au sud, Sainte-Croix-du-Mont au sud-ouest, Gabarnac à l'ouest et Monprimblanc au nord sur environ 300 mètres.
|                      | Monprimblanc |                                   |
| Gabarnac             | Semens       | Saint-Germain-de-Grave            |
| Sainte-Croix-du-Mont | Verdelais    | Saint-André-du-Bois Saint-Maixant |

### Climat
Pour des articles plus généraux, voir Climat de la Nouvelle-Aquitaine et Climat de la Gironde.
Historiquement, la commune est exposée à un climat océanique aquitain.  
En 2020, Météo-France publie une typologie des climats de la France métropolitaine dans laquelle la commune est exposée à un climat océanique et est dans la région climatique  Aquitaine, Gascogne, caractérisée par une pluviométrie abondante au printemps, modérée en automne, un faible ensoleillement au printemps, un été chaud (19,5 °C), des vents faibles, des brouillards fréquents en automne et en hiver et des orages fréquents en été (15 à 20 jours).
Pour la période 1971-2000, la température annuelle moyenne est de 12,7 °C, avec une amplitude thermique annuelle de 15,1 °C. Le cumul annuel moyen de précipitations est de 817 mm, avec 10,8 jours de précipitations en janvier et 6,7 jours en juillet. Pour la période 1991-2020, la température moyenne annuelle observée sur la station météorologique la plus proche, située sur la commune de Saint-Sulpice-de-Pommiers à 11,66 km à vol d'oiseau, est de 13,8 °C et le cumul annuel moyen de précipitations est de 764,8 mm,. Pour l'avenir, les paramètres climatiques de la commune estimés pour 2050 selon différents scénarios d'émission de gaz à effet de serre sont consultables sur un site dédié publié par Météo-France en novembre 2022.

## Urbanisme

### Typologie
Au 1er janvier 2024, Semens est catégorisée commune rurale à habitat dispersé, selon la nouvelle grille communale de densité à sept niveaux définie par l'Insee en 2022.
Elle est située hors unité urbaine et hors attraction des villes,.

### Occupation des sols

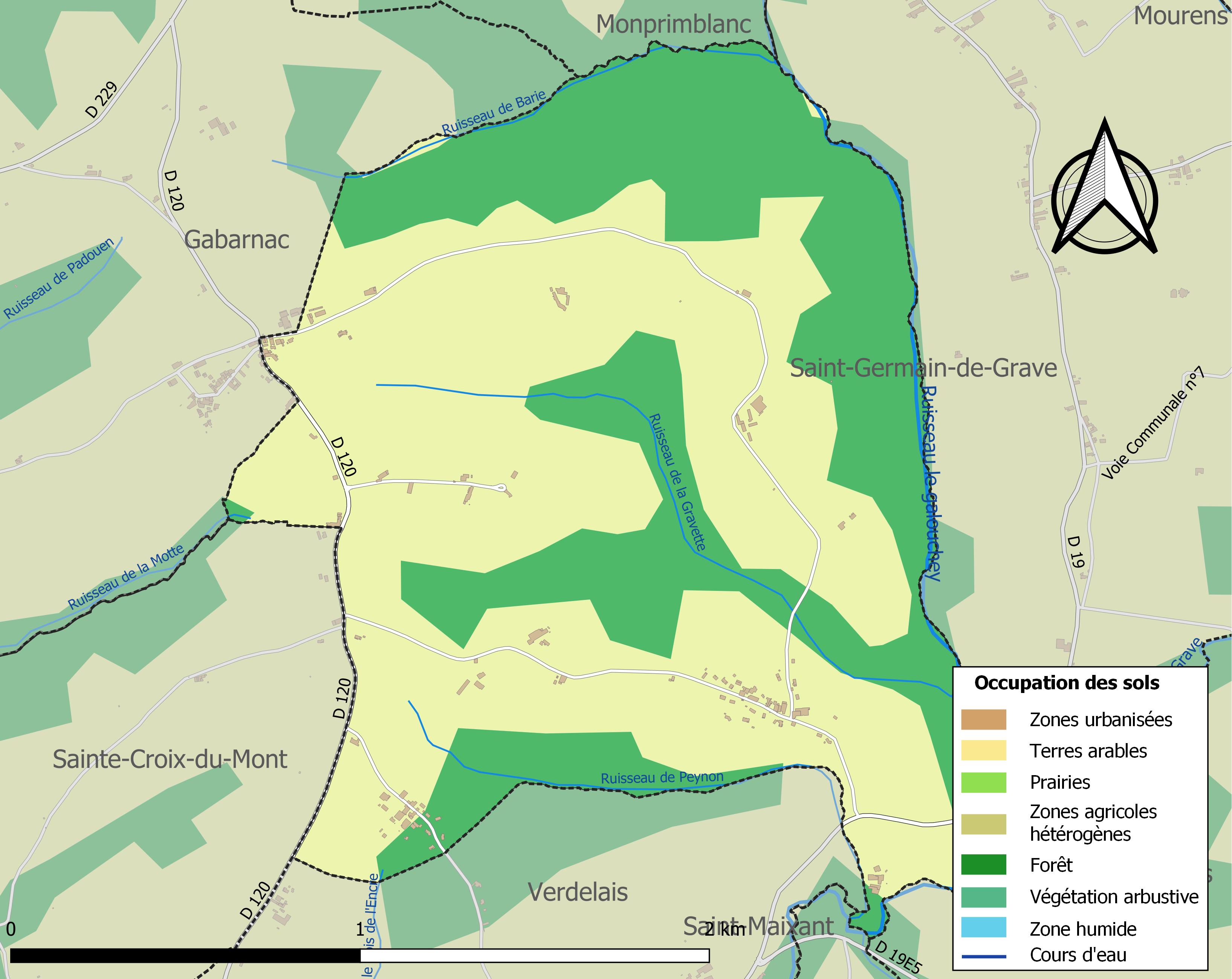
Carte des infrastructures et de l'occupation des sols de la commune en 2018 (CLC).

L'occupation des sols de la commune, telle qu'elle ressort de la base de données européenne d’occupation biophysique des sols Corine Land Cover (CLC), est marquée par l'importance des territoires agricoles (62,2 % en 2018), une proportion identique à celle de 1990 (62,2 %). La répartition détaillée en 2018 est la suivante : 
cultures permanentes (62,2 %), forêts (37,8 %). L'évolution de l’occupation des sols de la commune et de ses infrastructures peut être observée sur les différentes représentations cartographiques du territoire : la carte de Cassini (XVIIIe siècle), la carte d'état-major (1820-1866) et les cartes ou photos aériennes de l'IGN pour la période actuelle (1950 à aujourd'hui).

### Voies de communication et transports
La commune est traversée, dans le village, par la route départementale D 120 qui mène à Verdelais au sud et à Saint-Pierre-de-Bat au nord.

L'accès le plus proche à l'autoroute A62 (Bordeaux-Toulouse) est celui de  3 Langon distant de 9,5 km par la route vers le sud.

L'accès  1 Bazas à l'autoroute A65 (Langon-Pau) se situe à 22 km vers le sud.

L'accès le plus proche à l'autoroute A89 (Bordeaux-Lyon) est celui de  9 Montpont-Ménestrol qui se situe à 37 km vers le nord.
La gare SNCF la plus proche est celle, distante de 6,5 km par la route vers le sud, de Saint-Macaire sur la ligne Bordeaux-Sète du TER Nouvelle-Aquitaine. Celle de Langon offrant plus de trafic se trouve à  8,5 km vers le sud.

### Risques majeurs
Le territoire de la commune de Semens est vulnérable à différents aléas naturels : météorologiques (tempête, orage, neige, grand froid, canicule ou sécheresse) et séisme (sismicité très faible). Un site publié par le BRGM permet d'évaluer simplement et rapidement les risques d'un bien localisé soit par son adresse soit par le numéro de sa parcelle.

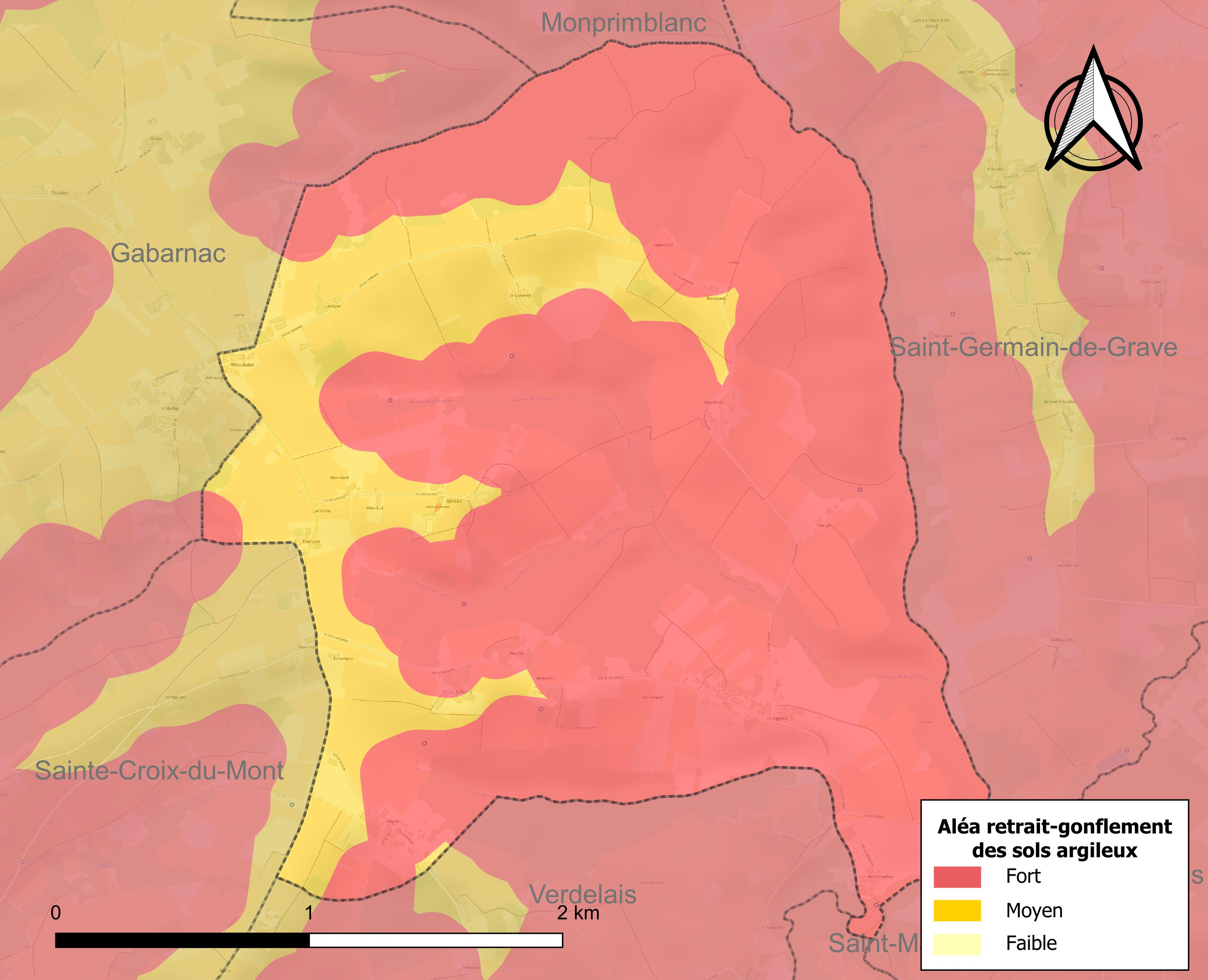
Carte des zones d'aléa retrait-gonflement des sols argileux de Semens.

Le retrait-gonflement des sols argileux est susceptible d'engendrer des dommages importants aux bâtiments en cas d’alternance de périodes de sécheresse et de pluie. La totalité de la commune est en aléa moyen ou fort (67,4 % au niveau départemental et 48,5 % au niveau national). Sur les 89 bâtiments dénombrés sur la commune en 2019, 89 sont en aléa moyen ou fort, soit 100 %, à comparer aux 84 % au niveau départemental et 54 % au niveau national. Une cartographie de l'exposition du territoire national au retrait gonflement des sols argileux est disponible sur le site du BRGM,.
La commune a été reconnue en état de catastrophe naturelle au titre des dommages causés par les inondations et coulées de boue survenues en 1982, 1990, 1991, 1999 et 2009.

## Toponymie
Semens dérive du nom de personne Simus avec le suffixe d'origine germanique -ingos.

## Histoire
À la Révolution, la paroisse Saint-Martin de Semens, annexe de Saint-Germain-de-Grave, et forme la commune de Semens.

## Politique et administration
| Période                                  | Période  | Identité       | Étiquette | Qualité       |
| ---------------------------------------- | -------- | -------------- | --------- | ------------- |
| avant 1988                               | ?        | Roger Dubernet |           |               |
| mars 2001                                | 2007     | Jacky Dubernet |           |               |
| juin 2007                                | En cours | David Lartigau | DVG       | Fonctionnaire |
| Les données manquantes sont à compléter. |          |                |           |               |

## Démographie
L'évolution du nombre d'habitants est connue à travers les recensements de la population effectués dans la commune depuis 1793. Pour les communes de moins de 10 000 habitants, une enquête de recensement portant sur toute la population est réalisée tous les cinq ans, les populations de référence des années intermédiaires étant quant à elles estimées par interpolation ou extrapolation. Pour la commune, le premier recensement exhaustif entrant dans le cadre du nouveau dispositif a été réalisé en 2008.

En 2022, la commune comptait 216 habitants, en évolution de +9,09 % par rapport à 2016 (Gironde : +6,91 %, France hors Mayotte : +2,11 %).
| 1793 | 1800 | 1806 | 1821 | 1831 | 1836 | 1841 | 1846 | 1851 |
| ---- | ---- | ---- | ---- | ---- | ---- | ---- | ---- | ---- |
| 255  | 272  | 293  | 282  | 281  | 251  | 245  | 211  | 220  |

| 1856 | 1861 | 1866 | 1872 | 1876 | 1881 | 1886 | 1891 | 1896 |
| ---- | ---- | ---- | ---- | ---- | ---- | ---- | ---- | ---- |
| 204  | 217  | 228  | 200  | 194  | 179  | 161  | 164  | 154  |

| 1901 | 1906 | 1911 | 1921 | 1926 | 1931 | 1936 | 1946 | 1954 |
| ---- | ---- | ---- | ---- | ---- | ---- | ---- | ---- | ---- |
| 161  | 151  | 166  | 167  | 163  | 161  | 139  | 148  | 188  |

| 1962 | 1968 | 1975 | 1982 | 1990 | 1999 | 2006 | 2008 | 2013 |
| ---- | ---- | ---- | ---- | ---- | ---- | ---- | ---- | ---- |
| 180  | 172  | 176  | 130  | 148  | 170  | 189  | 194  | 190  |

| 2018 | 2022 | - | - | - | - | - | - | - |
| ---- | ---- | - | - | - | - | - | - | - |
| 214  | 216  | - | - | - | - | - | - | - |

## Culture locale et patrimoine

### Lieux et monuments
- L'église Saint-Martin, construite au XIIe siècle en style roman, a vu sa façade rebâtie au XIXe siècle en style néoroman[25].

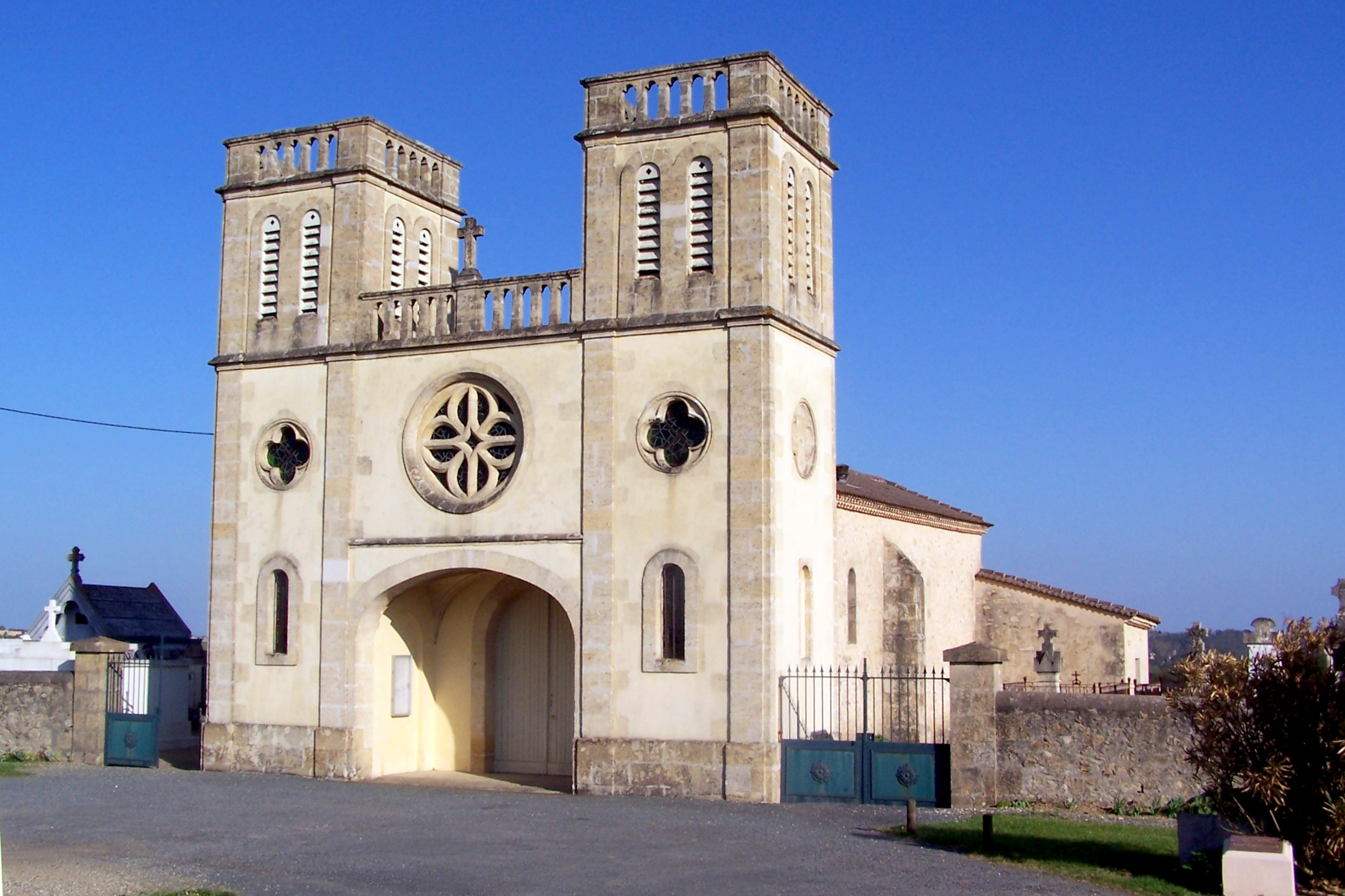
L'église Saint-Martin (janv. 2012)
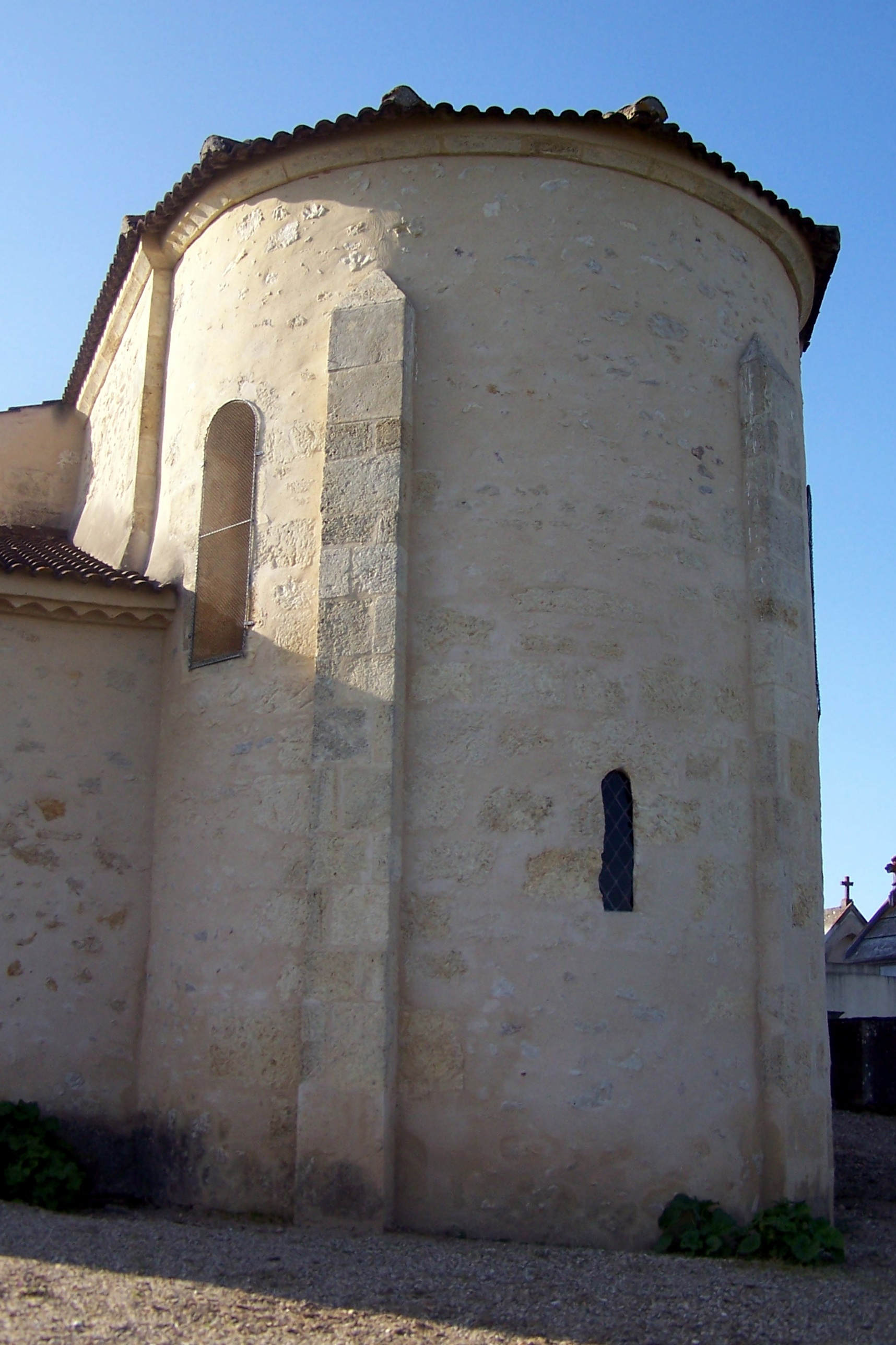
Le chevet de l'église à l'est (mars 2012)
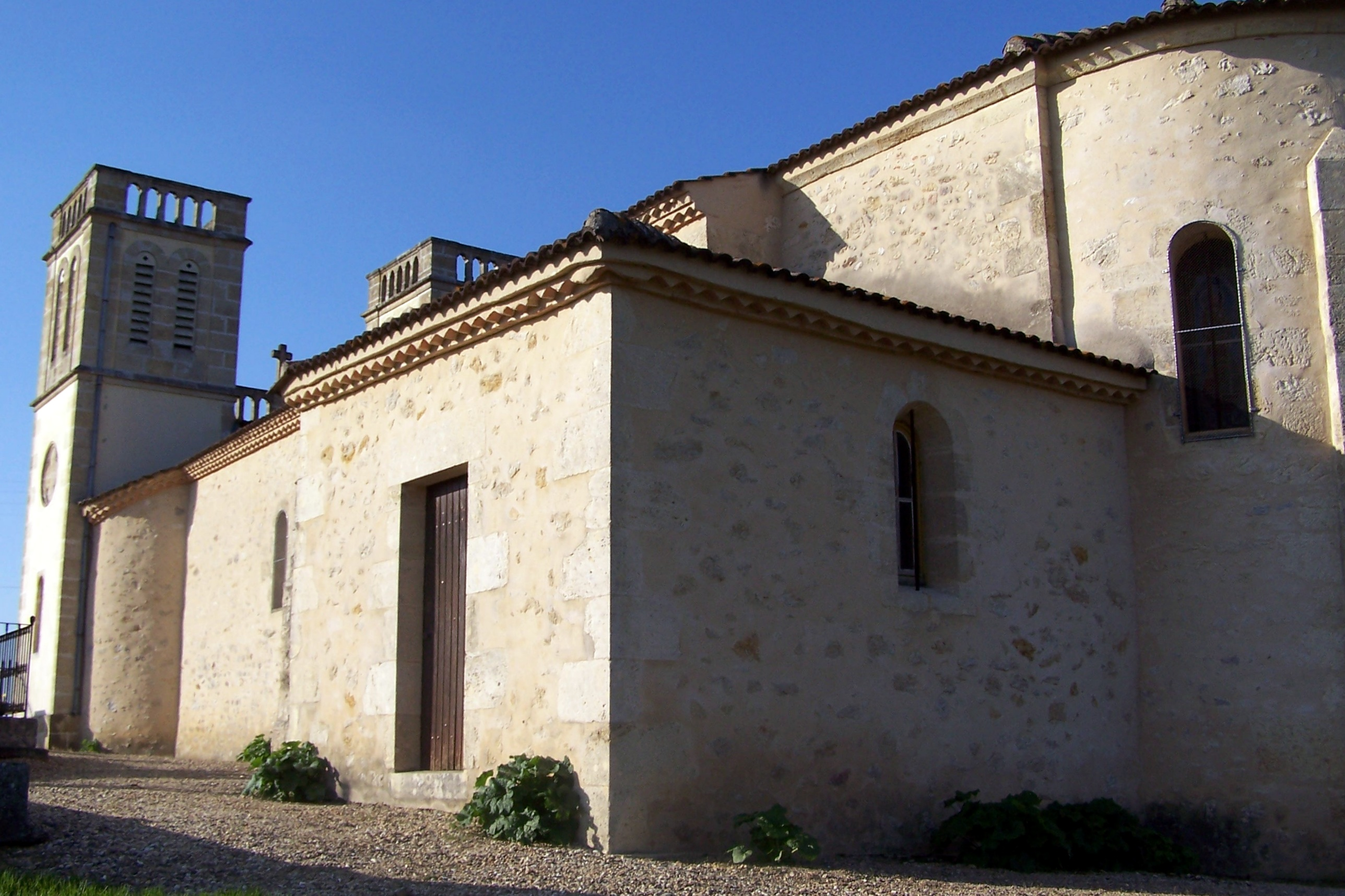
Vue sud-est de l'église (mars 2012)
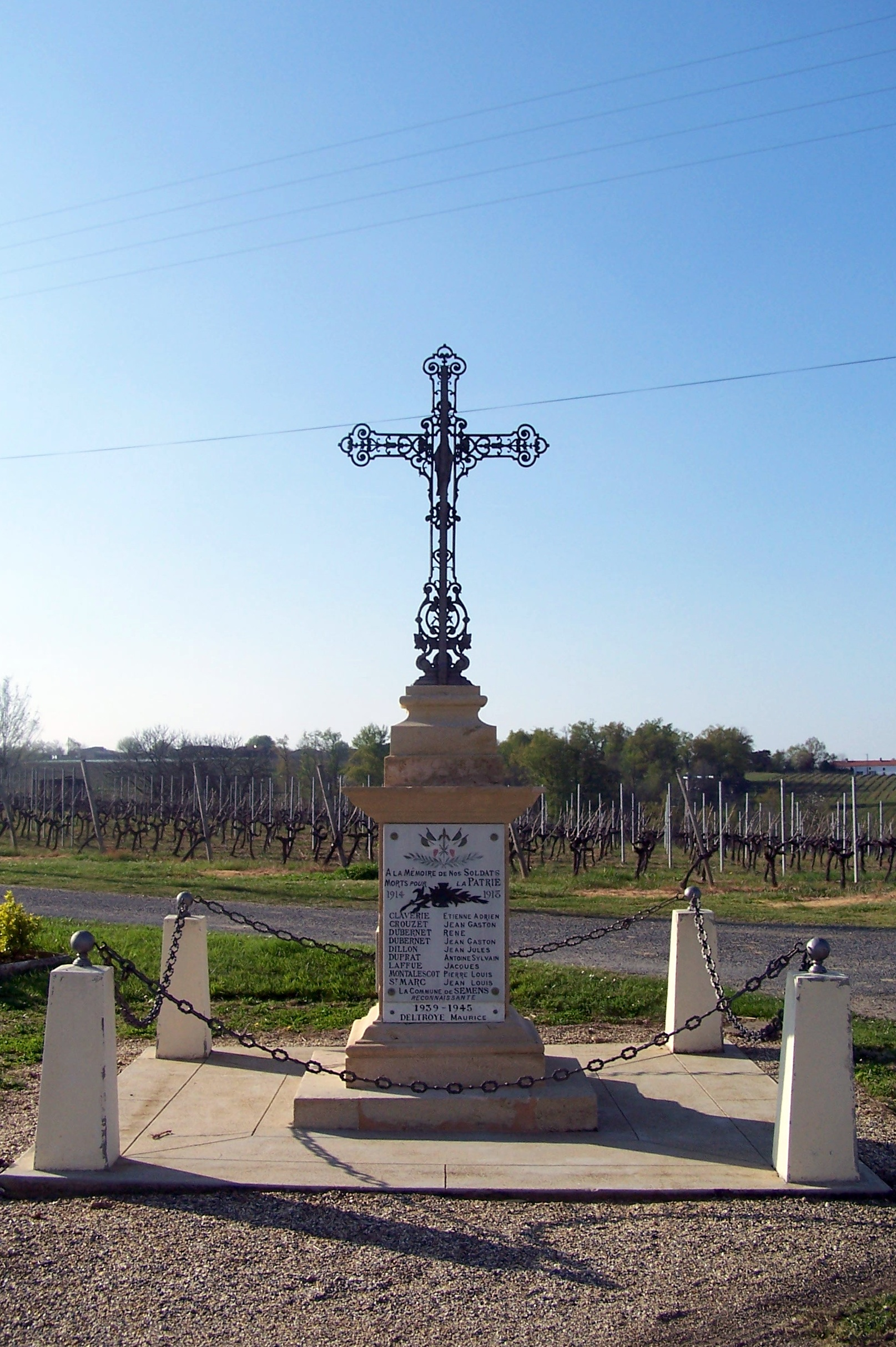
Le monument aux morts face à l'église (mars 2012)

### Personnalités liées à la commune
- Jean Massieu (1772–1846), instituteur pionnier des sourdes.

### Héraldique
| Blason de Semens | Blason  | Tiercé en pairle renversé : au 1er d'argent à une grappe de raisin de pourpre, feuillée et pamprée au naturel, au 2e d'azur à une main senestre appaumée d'argent, au 3e d'or à un manteau de gueules et à une épée basse d'argent brochant sur ce dernier.      |
| Blason de Semens | Détails | Le raisin symbolise l'activité viticole du village. La main est un hommage à Jean Massieu, instituteur sourd, natif de la commune (langue des signes). Enfin, le manteau et l'épée sont attributs de saint Martin, patron de la paroisse locale. Adopté en 2019. |